# UFC Fight Night: Blaydes vs. Ngannou 2
UFC Fight Night: Blaydes vs. Ngannou 2 (también conocido como UFC Fight Night 141) fue un evento de artes marciales mixtas producido por Ultimate Fighting Championship que tuvo lugar el 24 de noviembre de 2018 en el Gimnasio Olímpico de Baloncesto en Beijing, China.

## Historia
El evento marcó la primera visita de la promoción a Beijing. UFC anteriormente visitó China continental con UFC Fight Night: Bisping vs. Gastelum en noviembre de 2017.
El evento principal contó con una revancha de peso pesado entre Francis Ngannou y Curtis Blaydes. El primer combate entre ambos tuvo lugar en abril de 2016 en UFC Fight Night: Rothwell vs. dos Santos, cuando Ngannou ganó el combate vía TKO en el segundo asalto.
Se esperaba que Shana Dobson enfrentara a Wu Yanan en el evento. Sin embargo, Dobson fue sacada de la pelea a mediados de octubre debido a una lesión y fue reemplazada por Lauren Mueller.
Elizeu Zaleski dos Santos enfrentaría a Li Jingliang en el evento. Sin embargo, Santos dejó el combate el 27 de octubre por una lesión de rodilla. Fue reemplazado por David Zawada.
Se esperaba que Frankie Saenz enfrentara a Yadong Song en el evento. Sin embargo, el 7 de noviembre se informó que Saenz dejaba la pelea por una lesión y fue reemplazado por el recién llegado Vince Morales.
En el pesaje, Rashad Coulter pesó 208 libras, 2 libras por encima del límite de la división de peso semipesado (206 lbs). Coulter fue multado con el 20% de su pago el cual fue para su oponente Hu Yaozong.

## Bonificaciones
Los siguientes peleadores recibieron 50,000 en bonos:
- Pelea de la Noche: Alex Morono vs. Kenan Song
- Actuación de la Noche: Francis Ngannou y Li Jingliang